# Alchemilla sect. Subcuneatifoliae
Alchemilla sect. Subcuneatifoliae ist eine in Afrika heimische Sektion aus der Gattung Frauenmantel (Alchemilla).

## Merkmale
Es sind seidig behaarte Zwergsträucher, die meist Teppiche bilden und selten über zwei Meter hoch werden. Ihre Internodien sind gleichmäßig und kurz. Die Verzweigung ist monopodial. Die Blätter sind klein, ungeteilt bis dreiteilig, stiellos, und mit häutigen, verwachsenen Nebenblättern. In der Knospe ist die junge Blattspreite von ihrer eigenen Tute umgeben.
Die Blütenstände sind klein. Der Außenkelch ist wesentlich kleiner als die Kelchblätter. Der Kelchbecher ist oben leicht eingeschnürt. Es gibt ein bis zwei Fruchtblätter, die eine kopfige Narbe tragen.

## Vorkommen
Die Sektion ist auf die ostafrikanischen Gebirge in Äquatornähe beschränkt.

## Belege
- Alexander A. Notov, Tatyana V. Kusnetzova: Architectural units, axiality and their taxonomic implications in Alchemillinae. Wulfenia 11, 2004, S. 85–130. ISSN 1561-882X
- Sigurd Fröhner: Alchemilla. In: Hans. J. Conert u. a. (Hrsg.): Gustav Hegi. Illustrierte Flora von Mitteleuropa. Band 4 Teil 2B: Spermatophyta: Angiospermae: Dicotyledones 2 (3). Rosaceae 2. Blackwell 1995, S. 16. ISBN 3-8263-2533-8.